# Ėrtil'
Ėrtil' (anche traslitterata come Ėrtil o Ertil) è una cittadina della Russia europea sudoccidentale, situata nell'Oblast' di Voronež, 225 km a est del capoluogo sul fiume omonimo; è capoluogo del distretto omonimo.
Fondata nel 1897 attorno ad uno zuccherificio, ottenne lo status di città nel 1963.

## Società

### Evoluzione demografica
Fonte: mojgorod.ru
- 1939: 7.100
- 1959: 10.100
- 1989: 14.100
- 2002: 12.885
- 2006: 12.200